# Bilibinská jaderná elektrárna
Bilibinská jaderná elektrárna (rusky Билибинская АЭС) je provozní jaderná elektrárna v Rusku. Nachází se nedaleko města Bilibino v autonomním okruhu Čukotka, necelých 5 kilometrů od Anadyru. Disponuje čtyřmi reaktory, od roku 2019 jsou v provozu pouze 3 z nich. Celkový hrubý výkon elektrárny činí 36 MW.

## Historie a technické informace
Projektování elektrárny začalo v roce 1965 na základě výnosu Rady ministrů SSSR č. 744-279 ze dne 8. října 1965. Práce na stavbě zařízení začaly v roce 1966 na základě výnosu Rady ministrů SSSR č. 800-252 ze dne 29. června 1966. Zařízení pro reaktor bylo vyrobeno v závodě Izhora. Turbíny elektrárny byly navrženy a vyrobeny v Československu ve Velké Bíteši. Dodávka techniky pro stavbu byla provedena po moři do přístavu města Pevek, odtud byla po silnici technika dopravena na staveniště elektrárny.
Výstavba jaderných reaktorů byla zahájena 1. ledna 1970. Po více než čtyřech letech výstavby se první reaktor 11. prosince 1973 poprvé dostal do kritického stavu. Bloky 2 a 3 následovaly 7. prosince 1974 a 6. prosince 1975. Poslední blok, 4, se poprvé stal kritickým 12. prosince 1976.
Reaktory byly původně určeny na životnost pouze 30 let. Všechny bloky však této hranice dosáhly již na začátku 21. století a měly být odstaveny. V letech 2004 a 2005 bylo schváleno prodloužení provozu o 5 let pro bloky 1 a 2. Následně bylo toto prodloužení schváleno i pro další dva bloky elektrárny. Díky modernizacím bylo umožněno provoz elektrárny prodloužit až na 50 let.
V roce 2003 se plánovalo postavit bloky 5, 6 a 7, každý s výkonem 31 MW, ale z tohoto plánu následně sešlo.
Bilibino se skládá ze čtyř energetických bloků stejného typu. V každé energetické jednotce elektrárny jsou pro výrobu elektřiny a tepla použity jednosmyčkové kanálové reaktory EGP-6, každý o hrubém výkonu 12 MW a čistém výkonu 11 MW.
Dne 10. července 1991 došlo v této jaderné elektrárně k dosud nejvážnější havárii, při které došlo k úniku vysoce radioaktivního kapalného odpadu. Incident získal ohodnocení INES-3 na MSJU.

### Vyřazení z provozu
V květnu 2020 byla uvedena do provozu plovoucí jaderná elektrárna Akademik Lomonosov, která je s Bilibinem spojena elektrickým vedením 110 kV o délce téměř 500 km. Jedná se o 150 m dlouhou plovoucí elektrárnu se dvěma reaktory typu KLT-40S , každý o hrubém výkonu 35 MW a čistém výkonu 32 MW. Kromě elektřiny elektrárna dodává i teplo. Komerční provoz byl zahájen 22. května 2020.

## Informace o reaktorech
| Reaktor    | Typ reaktoru | Výkon | Výkon | Zahájení výstavby | Připojení k síti | Uvedení do provozu | Uzavření    |
| Reaktor    | Typ reaktoru | Čistý | Hrubý | Zahájení výstavby | Připojení k síti | Uvedení do provozu | Uzavření    |
| ---------- | ------------ | ----- | ----- | ----------------- | ---------------- | ------------------ | ----------- |
| Bilibino-1 | EGP-6        | 11 MW | 12 MW | 1. 1. 1970        | 12. 1. 1974      | 1. 4. 1974         | 14. 1. 2019 |
| Bilibino-2 | EGP-6        | 11 MW | 12 MW | 1. 1. 1970        | 30. 12. 1974     | 1. 2. 1975         |             |
| Bilibino-3 | EGP-6        | 11 MW | 12 MW | 1. 1. 1970        | 22. 12. 1975     | 1. 2. 1976         |             |
| Bilibino-4 | EGP-6        | 11 MW | 12 MW | 1. 1. 1970        | 27. 12. 1976     | 1. 1. 1977         |             |